# Haliplus holmeni
Haliplus holmeni is een keversoort uit de familie watertreders (Haliplidae). De wetenschappelijke naam van de soort is voor het eerst geldig gepubliceerd in 1991 door Vondel.